# Great Escape (The Rifles)
Great Escape is het tweede album van The Rifles. Dit album is uitgebracht op 26 januari 2009 via Warner Music Group. De eerste single die is uitgebracht is de titelsong, The Great Escape.

## Tracklist
1. "Science In Violence"
2. "The Great Escape"
3. "Fall To Sorrow"
4. "Sometimes"
5. "Toerag"
6. "History"
7. "Winter Calls"
8. "Out In The Past"
9. "Romeo And Julie"
10. "The General"
11. "For The Meantime"